# Коляденков Михайло Микитович
Коляденков Михайло Мики́тович (21 травня 1896, Ічалки, Нижегородська губернія — 5 серпня 1967, Саранськ) — педагог, лінгвіст, доктор філологічних наук, професор.

## Із біографії
1896 року народився в селі Ічалки в родині наймита.
1914 году закінчив учительську Порецьку семінарію, у 1925 — Нижегородський педагогічний інститут.

## Викладацька діяльність
1925-1935 роки — працював учителем початкової школи (села Ічалки й Челпаново), директором опорної школи (село Алтишево), потім — педагогічного технікуму (смт Ардатов). Деякий час був інспектором шкіл Лук'янівського й Саранського повітів відділів народної освіти.
1935-1937 роки –викладач російської й мордовської мов факультету мови та літератури Мордовського педагогічного інституту ім. А. І. Полежаєва (сьогодні: Мордовський державний університет імені М. П. Огарьова).
1937 року закінчив аспірантуру НДІ мови, літератури, історії та економіки.
1937–1946 рр. — науковий співробітник інституту.
1946–1967 рр. — завідувач сектору мордовського мовознавства.
1957 року — присуджено вищий науковий ступінь «доктор філологічних наук».
1958 року — присвоєно вчене звання «професор».
1960 — присвоєно почесне звання «Заслужений діяч наук МАРСР».

## Суспільна діяльність
1955 року — депутат Верховної Ради Мордовської АРСР.
1958–1962 рр. — депутат (від Мордовської АРСР) Ради Національностей Верховної Ради СРСР 5-го скликання.

## Наукова діяльність
Відомий спеціаліст щодо розвитку та становлення мордовських мов, з питань фінно-угорського мовознавства. Автор близько 120 наукових і навчально-методичних робіт.
Його учні — учителі мордовських шкіл, наукові працівники, викладачі вищої школи Республіки Мордовія.
Брав участь у складанні «Російсько-ерзянського словника» (1948), «Ерзянське-російського словника» (1949), «Граматики російської мови для 5-6 класів» (1949); редагував 4 томи «Нариси мордовських діалектів» (1961—1968).

## Нагороди
- Орден Леніна — найвища нагорода СРСР
- Орден «Знак Пошани» за високі досягнення в науково-дослідній діяльності
- Медаль «За доблесну працю у Великій Вітчизняній війні 1941—1945 рр.»